# Eurylophe
Eurylophe (altgriechisch Εὐρυλόφη Eurylóphē) ist eine Gestalt der griechischen Mythologie. Sie galt als Amazone, die „männergleich“ in den Kampf zog.
Eurylophe war eine Kameradin der Amazonenkönigin Penthesileia und fiel mit ihr im Kampf vor Troja gegen den griechischen Helden Achilleus.